# Nephasoma laetmophilum
Nephasoma laetmophilum är en stjärnmaskart som först beskrevs av Fisher 1952.  Nephasoma laetmophilum ingår i släktet Nephasoma och familjen Golfingiidae. Inga underarter finns listade i Catalogue of Life.